# Aeropuerto Internacional Chicago Rockford
El Aeropuerto Internacional Chicago Rockford o el Chicago Rockford International Airport o Greater Rockford Airport (IATA: RFD, OACI: KRFD, FAA LID: RFD), normalmente conocido como Aeropuerto Internacional de Rockford, Chicago Rockford, o por sus letras IATA, RFD, es un aeropuerto comercial en Rockford, Illinois, ubicado a 109 kilómetros (68 millas) al noroeste de Chicago. Establecido en 1946, el aeropuerto se construyó en los terrenos de las antiguas instalaciones de Camp Grant, que sirvieron como una de las instalaciones de entrenamiento más grandes para el ejército de Estados Unidos durante las dos guerras mundiales. El Plan Nacional de Sistemas Aeroportuarios Integrados de la Administración Federal de Aviación (FAA) para 2017-2021 lo clasificó como una instalación de servicio comercial primario no central.
Como ubicación alternativa para viajeros orientados al ocio, el aeropuerto actualmente recibe servicio de pasajeros a través de Allegiant Air, que vuela a seis destinos durante todo el año. El tercer aeropuerto más transitado de Chicago en Illinois, el aeropuerto de Rockford, atendió a 103,000 pasajeros en 2021.
RFD se encuentra entre los aeropuertos de carga de más rápido crecimiento del mundo. El Aeropuerto se especializa en operaciones de carga; procesando más de 3.4 mil millones de libras (1.5 millones de toneladas) de carga, el aeropuerto es el decimocuarto aeropuerto de carga más transitado de los Estados Unidos. UPS Airlines opera un importante centro en el aeropuerto. El aeropuerto también cuenta con Amazon Air. En la década de 2020, las operaciones de carga experimentaron nuevas expansiones, atrayendo vuelos de carga de Alemania y China.

## Enlaces externos

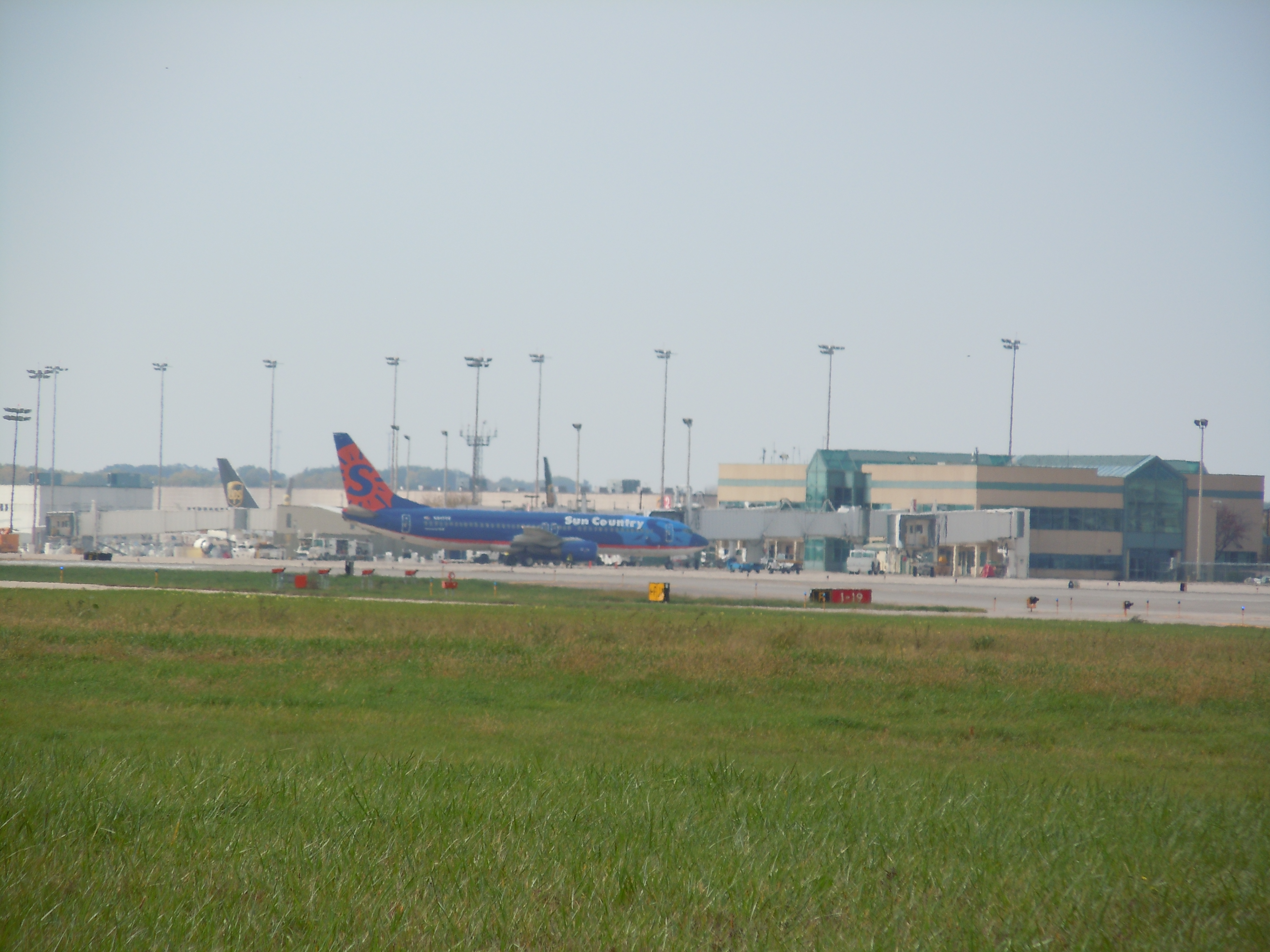
Lado aire del aeropuerto.

## Aerolíneas y destinos

### Pasajeros
| Aerolíneas    | Destinos |
| ------------- | --- |
| Allegiant Air | Las Vegas, Nashville, Orlando/Sanford, Phoenix/Mesa, Punta Gorda (FL), Sarasota, San Petersburgo/Clearwater |

### Carga
| Aerolíneas             | Destinos |
| ---------------------- | --- |
| ABX Air                | Allentown, Denver, San Bernardino |
| Amazon Air             | Allentown, Atlanta, Cincinnati, Fort Worth/Alliance, Houston–Intercontinental, Lakeland, Los Ángeles, Miami, Nueva York–JFK, Ontario, Portland (OR), Sacramento, San Antonio–Kelly, Seattle/Tacoma, Stockton, Tampa, Wilmington (OH) |
| Atlas Air              | Anchorage, Baltimore, Cincinnati, Dallas/Fort Worth, Fairfield, Hahn, Houston–Intercontinental, Miami, Montgomery, Portland (OR), Seúl–Incheon |
| Korean Air Cargo       | Seúl–Incheon |
| Maersk Air Cargo       | Anchorage, Greenville–Spartanburg, Seúl–Incheon, Zhengzhou |
| Magma Aviation         | Hahn, Lieja |
| National Airlines (N8) | Atenas, El Cairo, Jacksonville–NAS, Madrid, Miami, Nueva York–JFK, Orlando |
| Qatar Airways Cargo    | Múnich |
| UPS Airlines           | Anchorage, Baltimore, Burbank, Cedar Rapids, Cleveland, Dallas/Fort Worth, Denver, Des Moines, Detroit, Fargo, Filadelfia, Gary, Hartford, Houston–Intercontinental, Kansas City, Lansing, Los Ángeles, Louisville, Memphis, Mineápolis/St. Paul, Nueva York–JFK, Newark, Oakland, Omaha, Ontario, Peoria, Phoenix, Portland (OR), Sacramento–Mather, Salt Lake City, San Luis, Seattle–Boeing, Sioux Falls, South Bend Estacional: Harrisburg, Mánchester (NH) |